# Lucas Eguibar
Lucas Eguibar (* 9. Februar 1994 in San Sebastián) ist ein spanischer Snowboarder. Er startet im Snowboardcross.

## Werdegang
Eguibar nahm von 2010 bis 2013 vorwiegend am Europacup teil, bei den er in der Saison 2011/12 den ersten Platz in der Snowboardcrosswertung belegte. Bei den Snowboard-Weltmeisterschaften 2011 in La Molina belegte er den 51. Platz. Sein erstes Weltcuprennen fuhr er im Januar 2012 in Veysonnaz, welches er auf dem 21. Platz beendete. Bei den Snowboard-Weltmeisterschaften 2013 im Stoneham belegte er den 13. Platz. Im März 2013 erreichte er in Arosa mit dem dritten Platz seine erste Podestplatzierung im Weltcup. Im selben Monat gewann er bei den Snowboard-Juniorenweltmeisterschaften 2013 in Erzurum Gold im Snowboardcross. Im Januar 2014 belegte er in Vallnord-Arcalís den zweiten Platz. Bei seiner ersten Olympiateilnahme 2014 in Sotschi belegte er den siebten Platz. Die Saison 2013/14 beendete er auf dem achten Platz in der Snowboardcrosswertung. Bei den Snowboard-Juniorenweltmeisterschaften 2014 in Valmalenco holte er Silber im Snowboardcross. Bei den Snowboard-Weltmeisterschaften 2015 am Kreischberg errang er den 25. Platz. Im März 2015 holte er in Veysonnaz seinen ersten Weltcupsieg und belegte einen Tag später den zweiten Platz. Die Saison 2014/15 beendete er auf dem ersten Rang im Snowboardcross-Weltcup. In der Saison 2015/16 kam er im Weltcup sechsmal unter die ersten Zehn. Dabei wurde er zweimal Dritter und siegte in Veysonnaz. Zum Saisonende belegte er den dritten Platz im Snowboardcross-Weltcup.
In der folgenden Saison errang er bei sieben Weltcupteilnahmen, zwei Top-Zehn-Platzierungen, darunter Platz zwei in Feldberg. Ihn gelang damit der 11. Platz im Snowboardcross-Weltcup. Bei den Snowboard-Weltmeisterschaften 2017 in Sierra Nevada holte er jeweils im Einzel und im Teamwettbewerb zusammen mit Regino Hernández die Silbermedaille. In der Saison 2017/18 erreichte er mit sechs Top-Zehn-Platzierungen, darunter dritte Plätze in Val Thorens und Veysonnaz, den sechsten Platz im Snowboardcross-Weltcup. Zudem gewann er zusammen mit Regino Hernández den Teamwettbewerb in Montafon und errang in Veysonnaz den dritten Platz. Bei den Olympischen Winterspielen 2018 in Pyeongchang belegte er im Snowboardcross den 33. Platz.
In der Saison 2018/19 siegte Eguibar in Veysonnaz und errang zum Saisonende den vierten Platz im Snowboardcross-Weltcup. Bei den Snowboard-Weltmeisterschaften 2019 in Park City wurde er Vierter. Auch in der folgenden Saison errang er den vierten Platz im Snowboardcross-Weltcup. Dabei holte er in Sierra Nevada seinen vierten Weltcupsieg. Nach Platz 14 und 13 in Chiesa in Valmalenco zu Beginn der Saison 2020/21, wurde der Baske zwei Tage nach seinem 27. Geburtstag im schwedischen Idre Fjäll Weltmeister Snowboardcross. Es folgte der zweite Platz auf der Reiteralm und zum Saisonende der 14. Rang im Snowboardcross-Weltcup. In der Saison 2021/22 wurde er Neunter im Snowboardcross-Weltcup und Siebter bei den Olympischen Winterspielen 2022 in Peking. Im April 2022 siegte er bei den spanischen Meisterschaften im Snowboardcross.

## Teilnahmen an Weltmeisterschaften und Olympischen Winterspielen

### Olympische Winterspiele
- 2014 Sotschi: 7. Platz Snowboardcross
- 2018 Pyeongchang: 33. Platz Snowboardcross
- 2022 Peking: 7. Platz Snowboardcross

### Snowboard-Weltmeisterschaften
- 2011 La Molina: 51. Platz Snowboardcross
- 2013 Stoneham: 13. Platz Snowboardcross
- 2015 Kreischberg: 25. Platz Snowboardcross
- 2017 Sierra Nevada: 2. Platz Snowboardcross Team, 2. Platz Snowboardcross
- 2019 Park City: 4. Platz Snowboardcross
- 2021 Idre: 1. Platz Snowboardcross
- 2023 Bakuriani: 33. Platz Snowboardcross
- 2025 Engadin: 12. Platz Snowboardcross

## Weltcupsiege und Weltcup-Gesamtplatzierungen

### Weltcupsiege
| Nr. | Datum         | Ort           |
| --- | ------------- | ------------- |
| 1.  | 14. März 2015 | Veysonnaz     |
| 2.  | 6. März 2016  | Veysonnaz     |
| 3.  | 16. März 2019 | Veysonnaz     |
| 4.  | 7. März 2020  | Sierra Nevada |
| 5.  | 11. März 2023 | Sierra Nevada |

### Weltcup-Gesamtplatzierungen
| Saison  | Platz | Punkte |
| ------- | ----- | ------ |
| 2011/12 | 57.   | 100    |
| 2012/13 | 13.   | 1191   |
| 2013/14 | 8.    | 1542   |
| 2014/15 | 1.    | 2090   |
| 2015/16 | 3.    | 3366   |
| 2016/17 | 11.   | 1615   |
| 2017/18 | 6.    | 3276,1 |
| 2018/19 | 4.    | 1840   |
| 2019/20 | 4.    | 2430   |
| 2020/21 | 14.   | 124    |
| 2021/22 | 9.    | 202    |
| 2022/23 | 2.    | 436    |
| 2023/24 | 16.   | 227    |
| 2024/25 | 17.   | 180    |